# 425
425 (CDXXV) je bilo navadno leto, ki se je po julijanskem koledarju začelo na četrtek.

## Dogodki
- Vandali vdrejo v južno Španijo
- Huni vdrejo v Panonijo
- Goti vdrejo v Dalmacijo
- Zahodni Goti in Svebi vdrejo na Portugalsko in v severno Španijo

## Rojstva
- Zenon, bizantinski cesar († 491)